# Burgenweg Domleschg
Der Burgenpfad Domleschg im Domleschg, dem burgenreichsten Tal des Kantons Graubünden, ist ein signalisierter Wanderweg, der von der Bündner Arbeitsgemeinschaft für Wanderwege (BAW) unterhalten wird.
Der 14 Kilometer lange Weg hat einen leichten Schwierigkeitsgrad, überwindet 500 Höhenmeter und ist in 4,5 Stunden Fussmarsch zu bewältigen.
Der Burgenpfad beginnt am nördlichen Eingang des Domleschg in Rothenbrunnen und endet im Zentrumsort und Verkehrsknotenpunkt Thusis.

## Burgen auf dem Burgenpfad

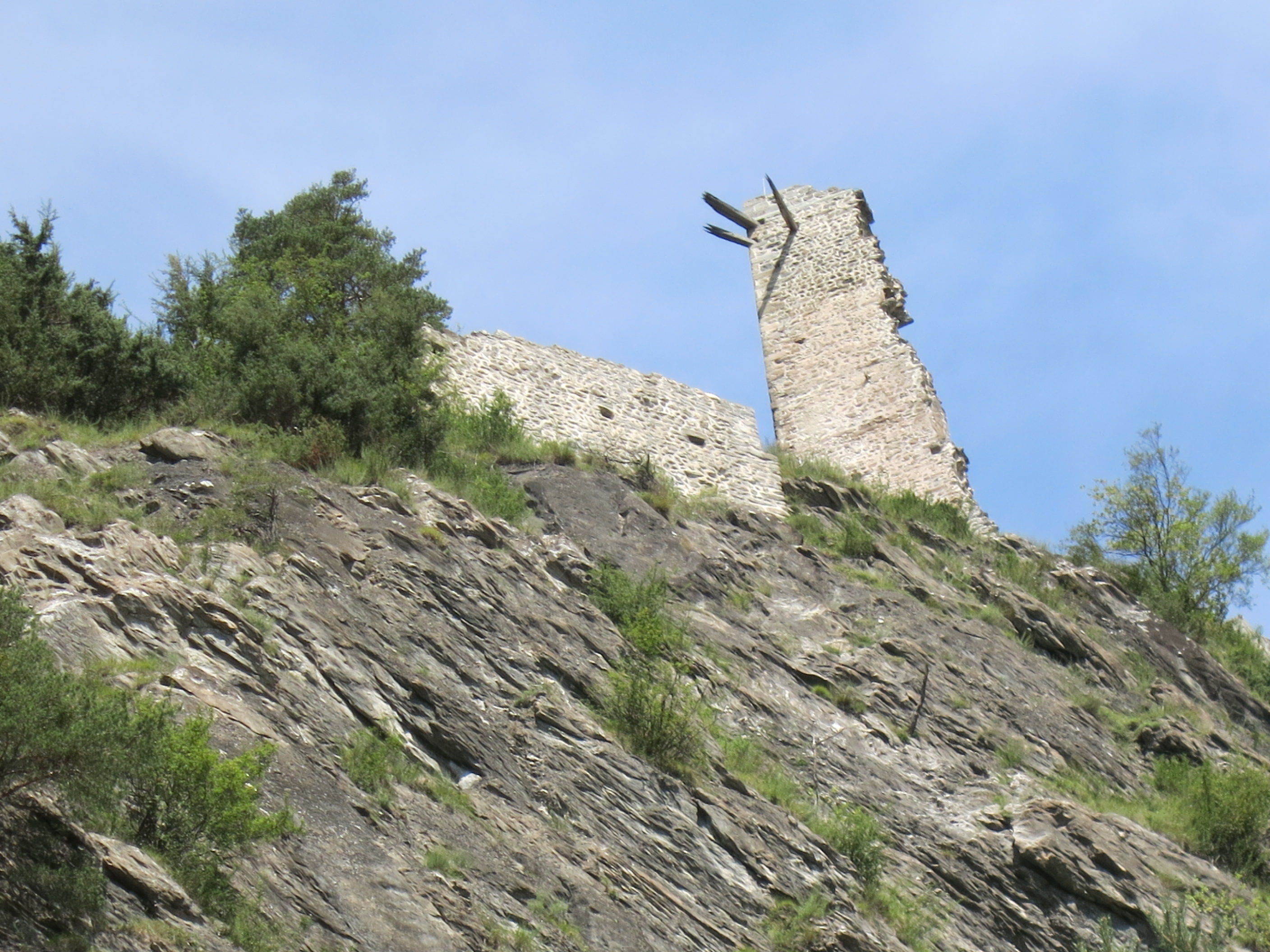
Burg Hochjuvalt in Rothenbrunnen
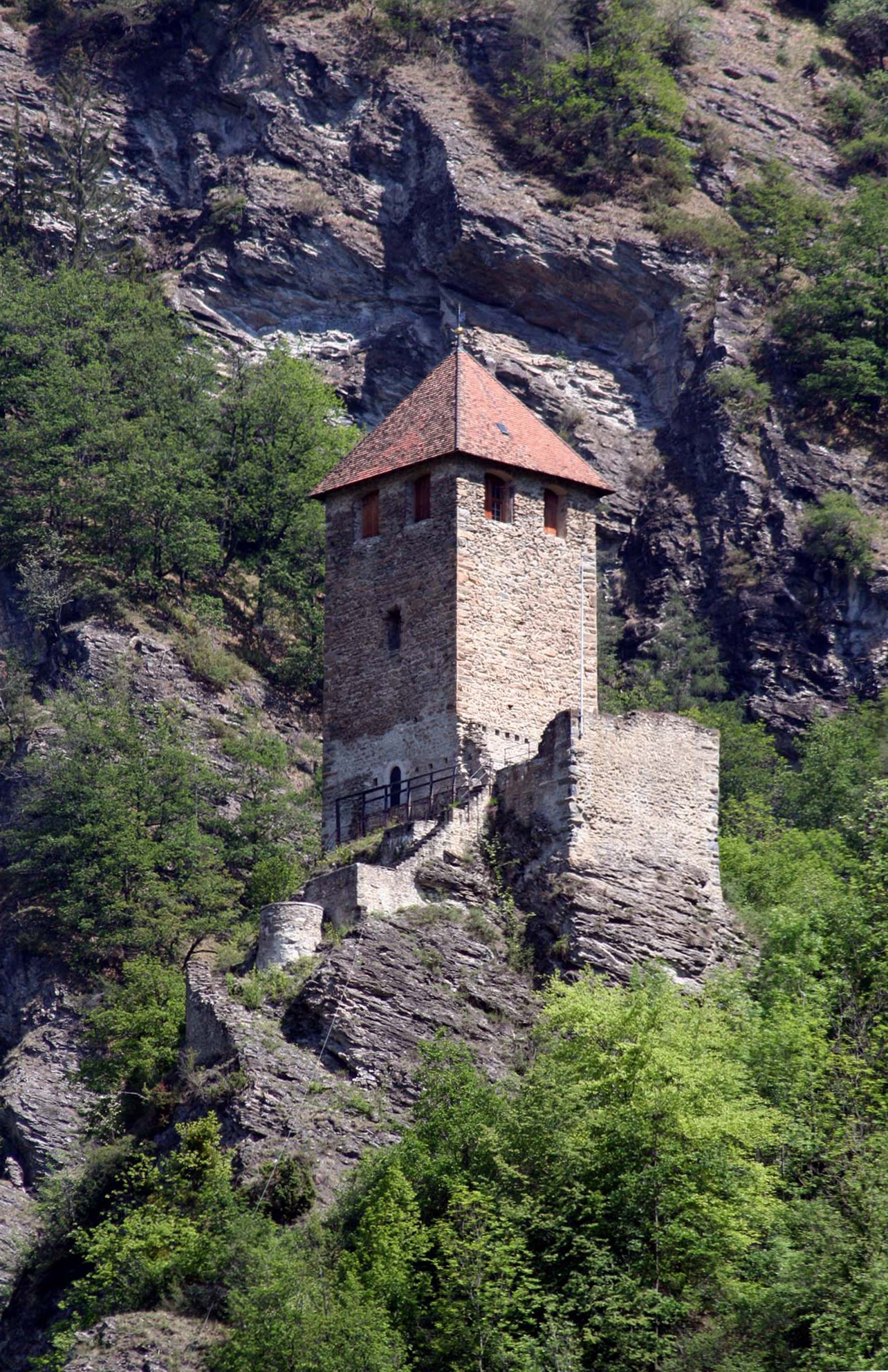
Burg Innerjuvalt in Rothenbrunnen
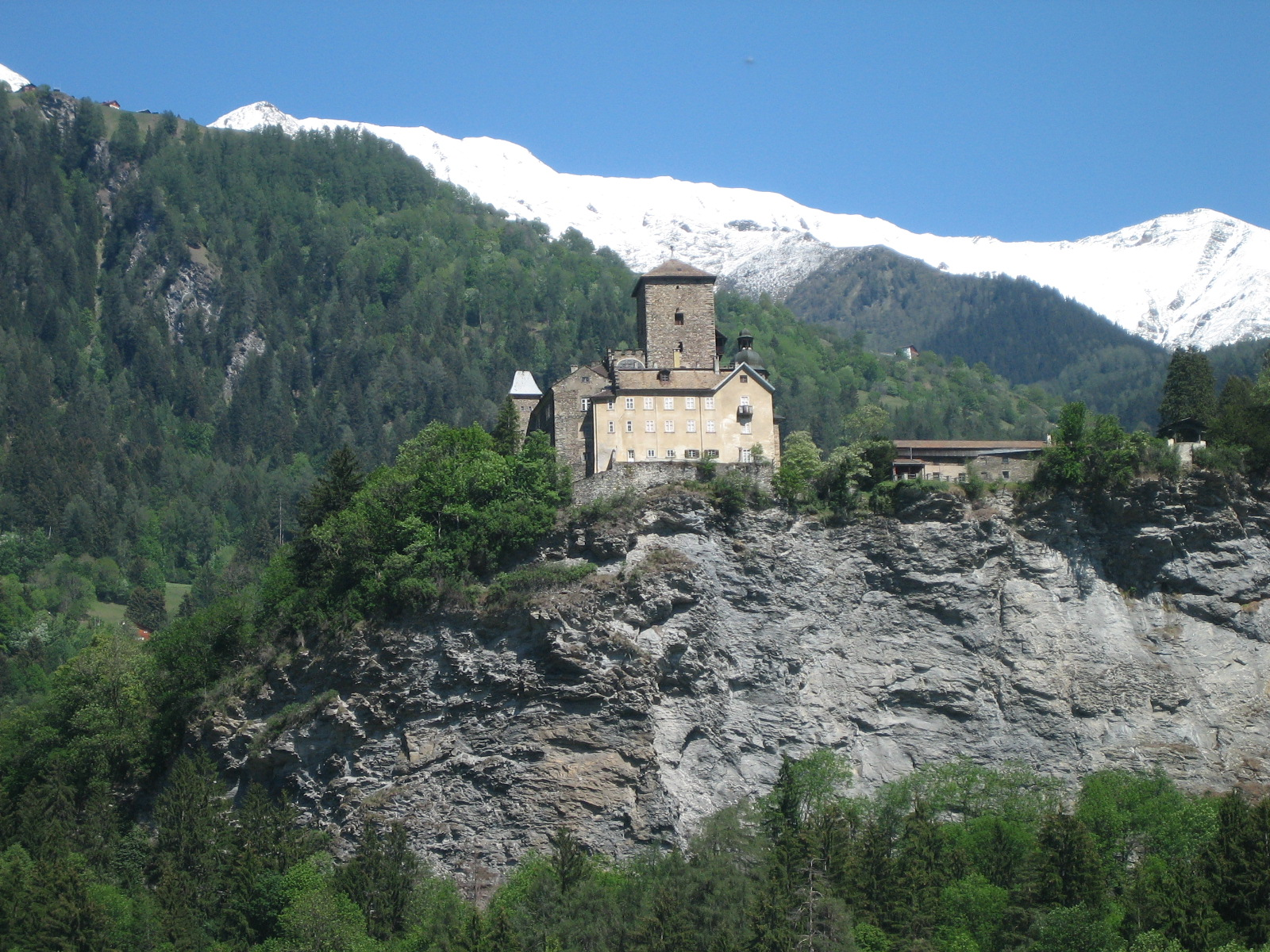
Schloss Ortenstein in Tumegl/Tomils
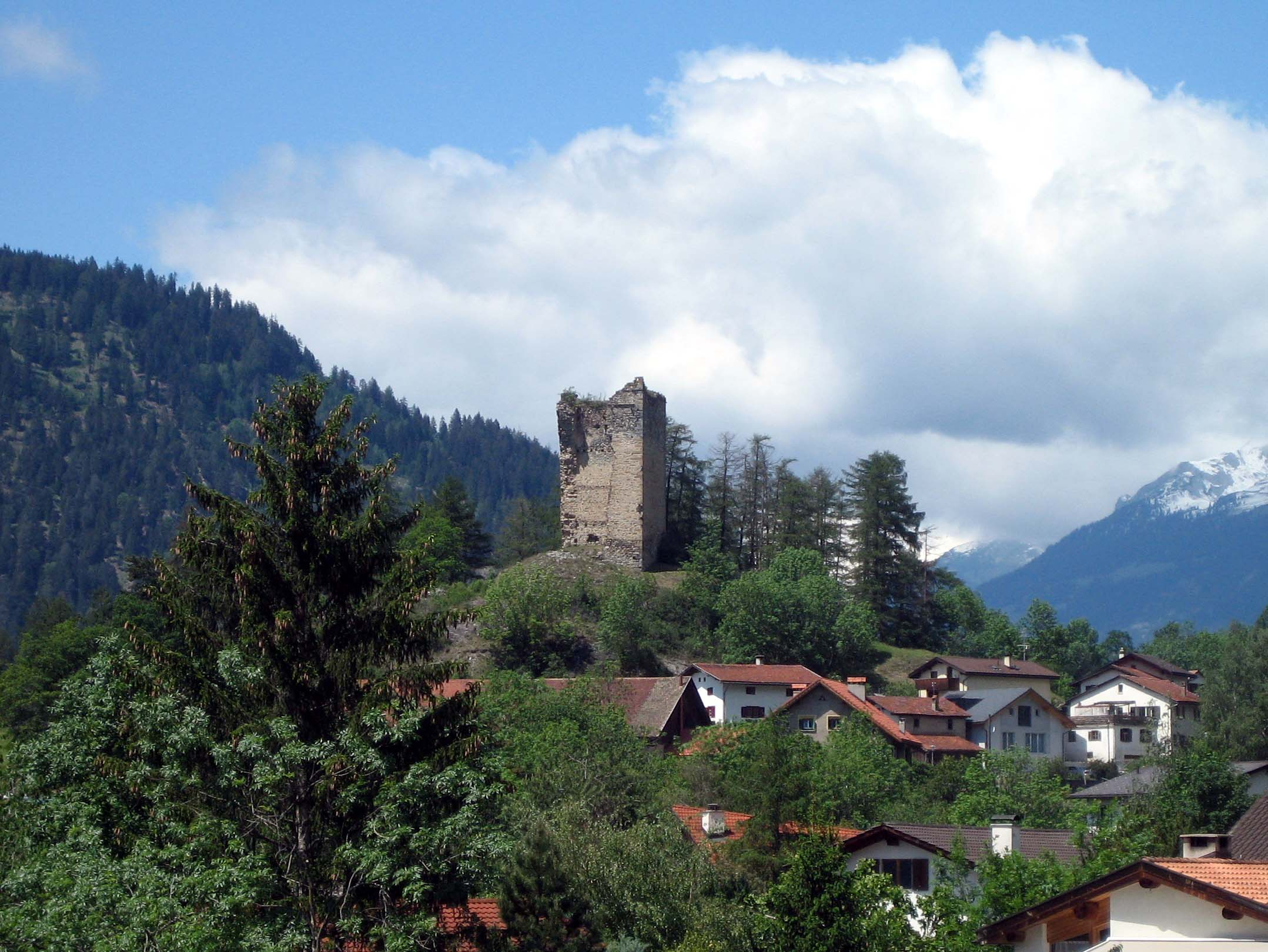
Ruine Alt-Süns in Paspels
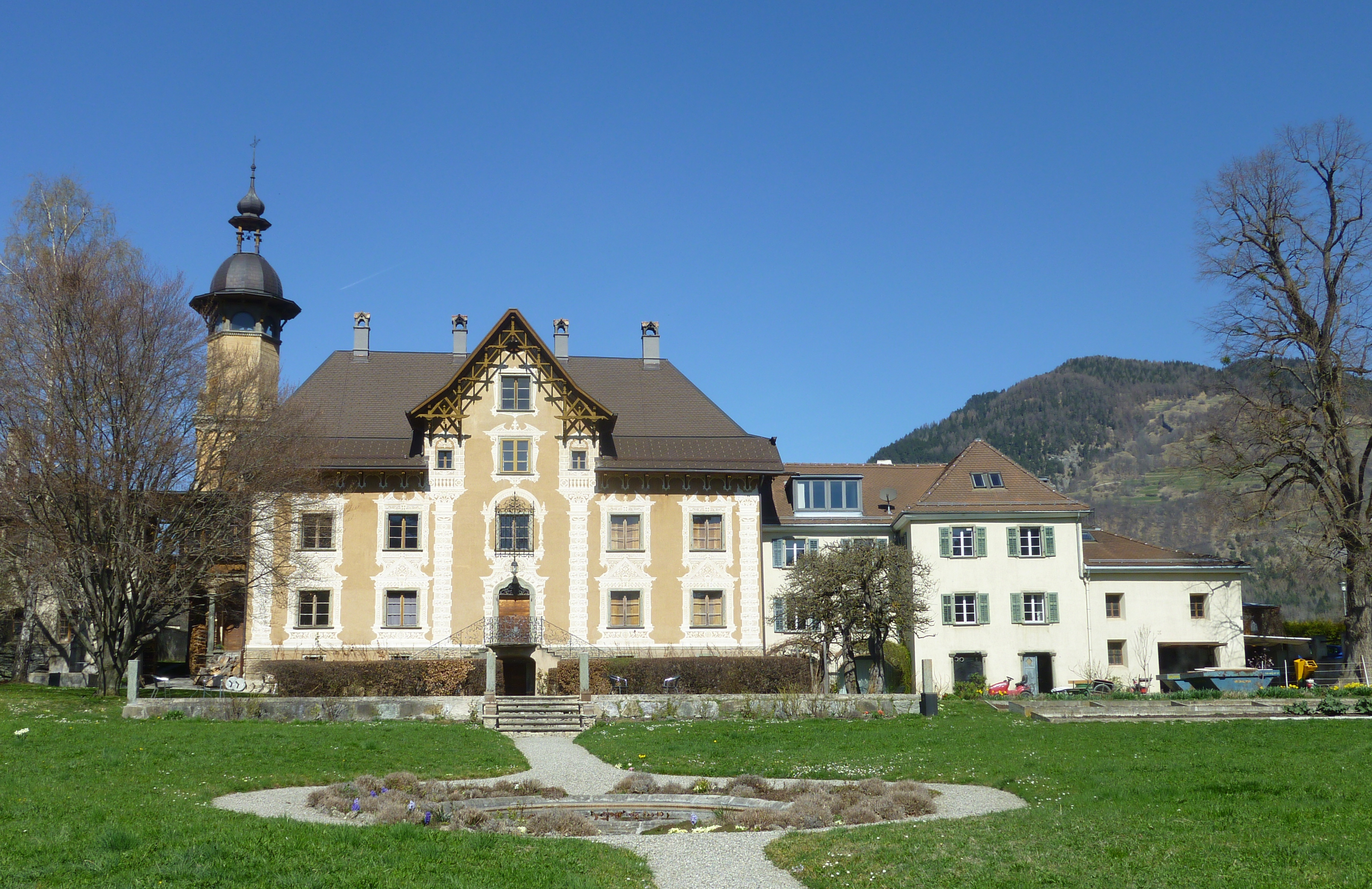
Schloss Paspels in Paspels
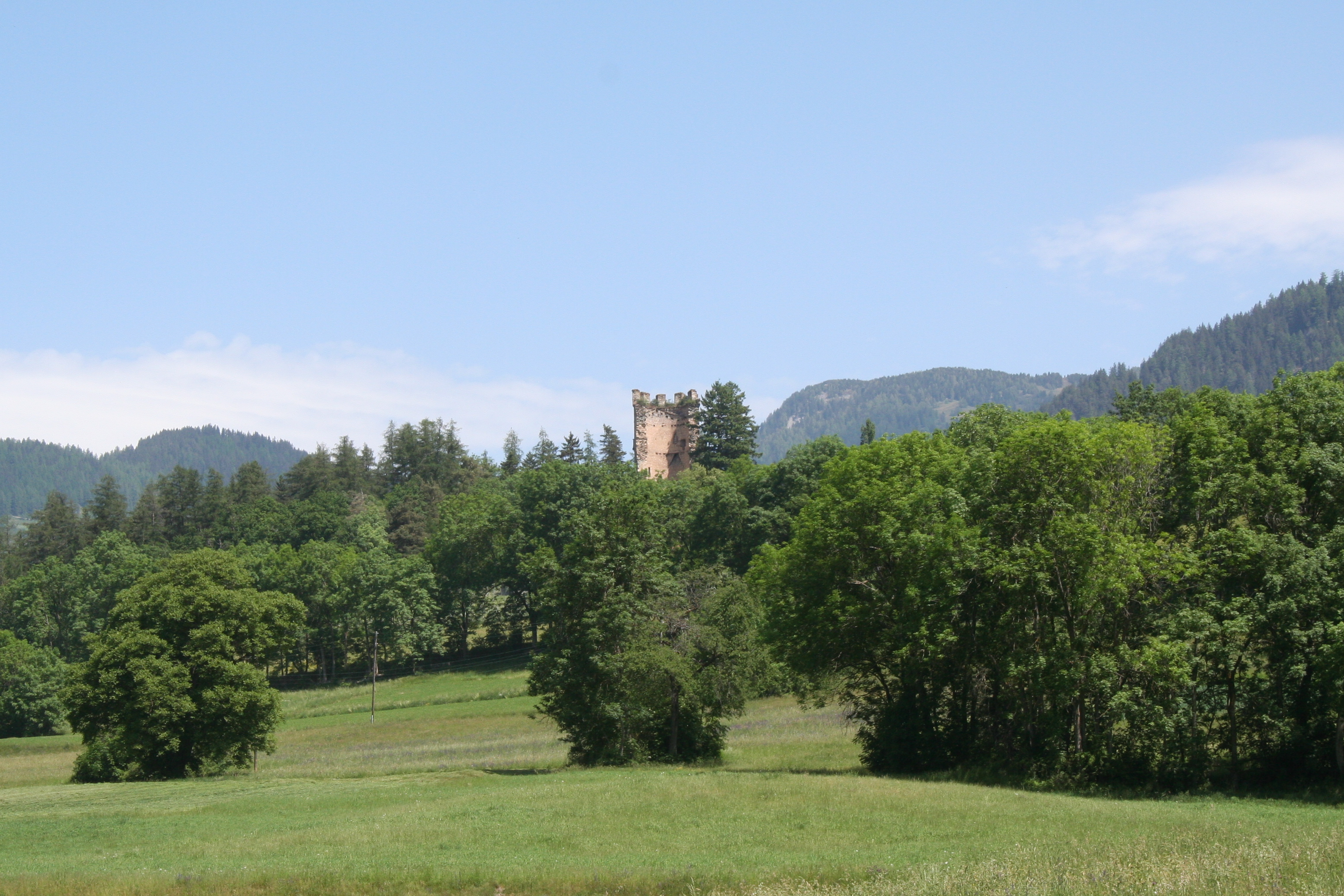
Ruine Neu-Süns in Paspels
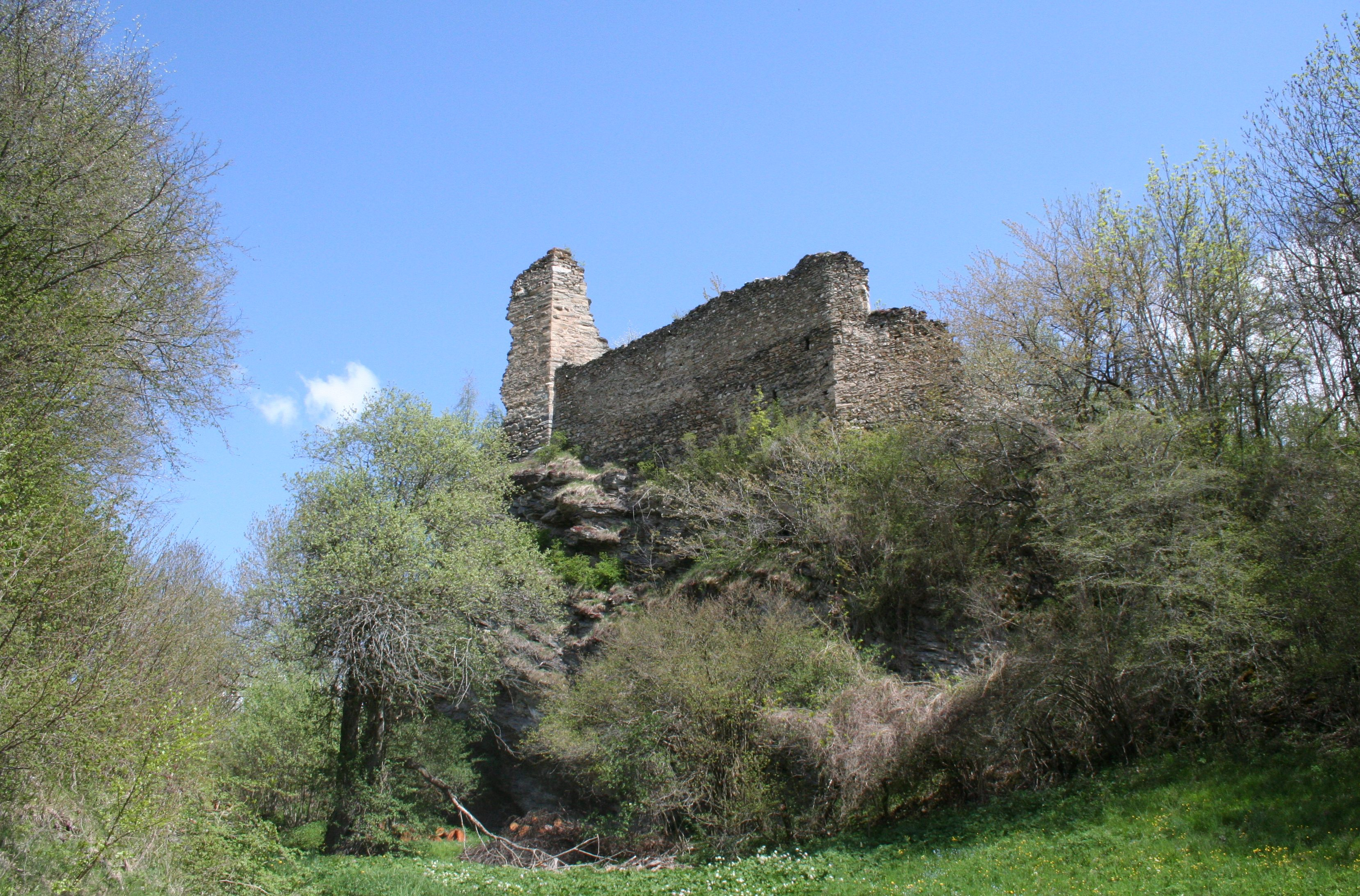
Burg Heinzenberg in Präz
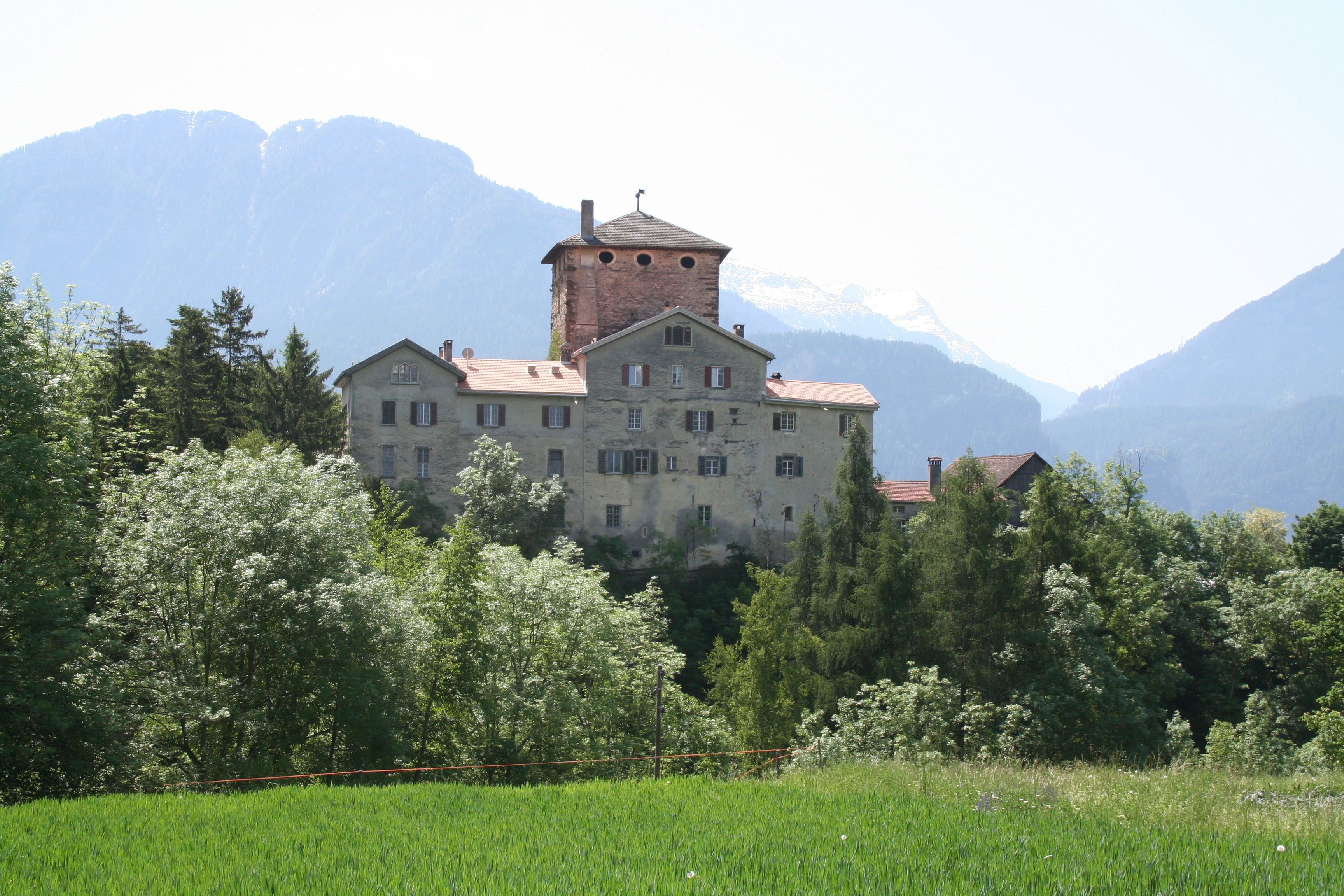
Schloss Rietberg in Pratval
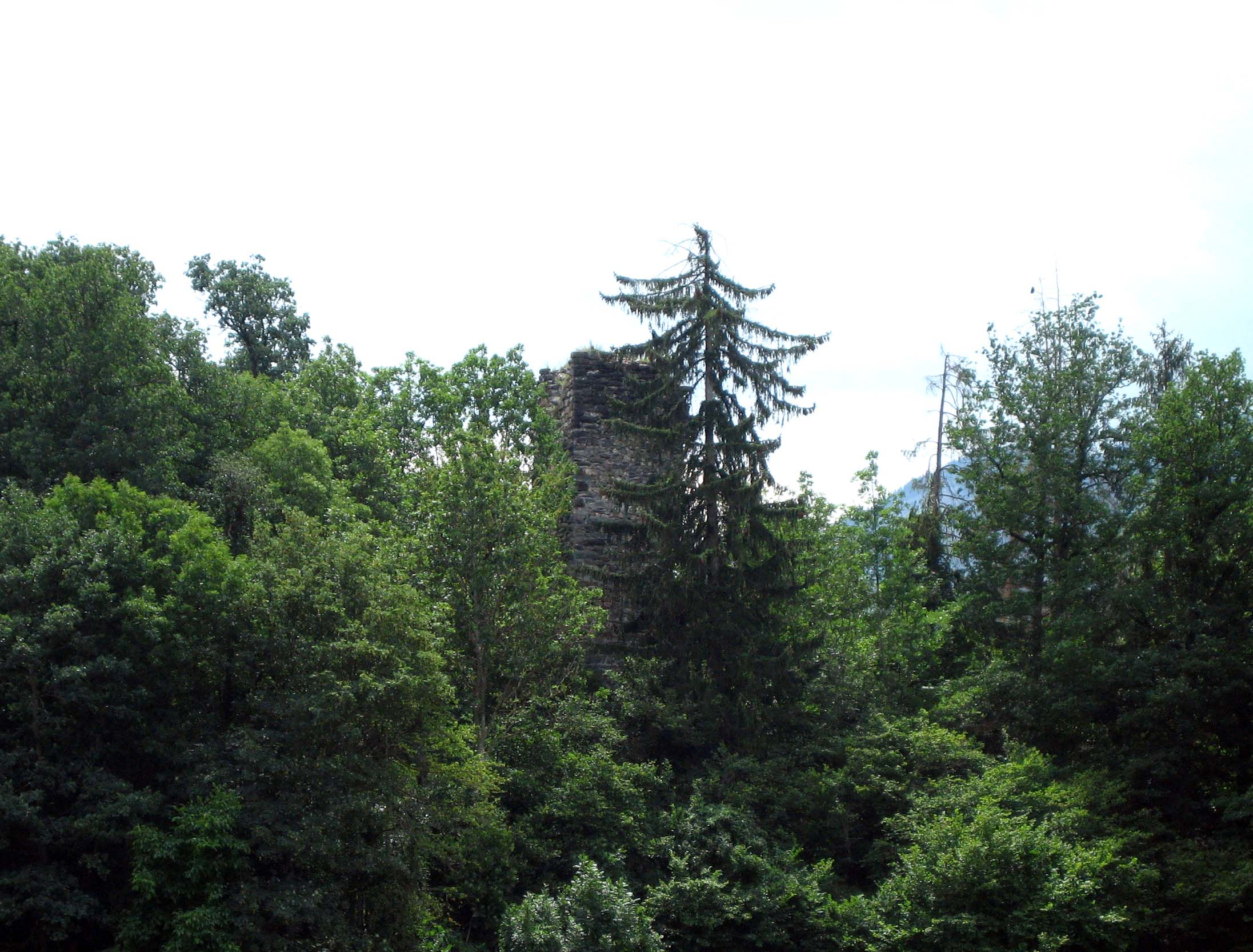
Burg Hasensprung in Pratval
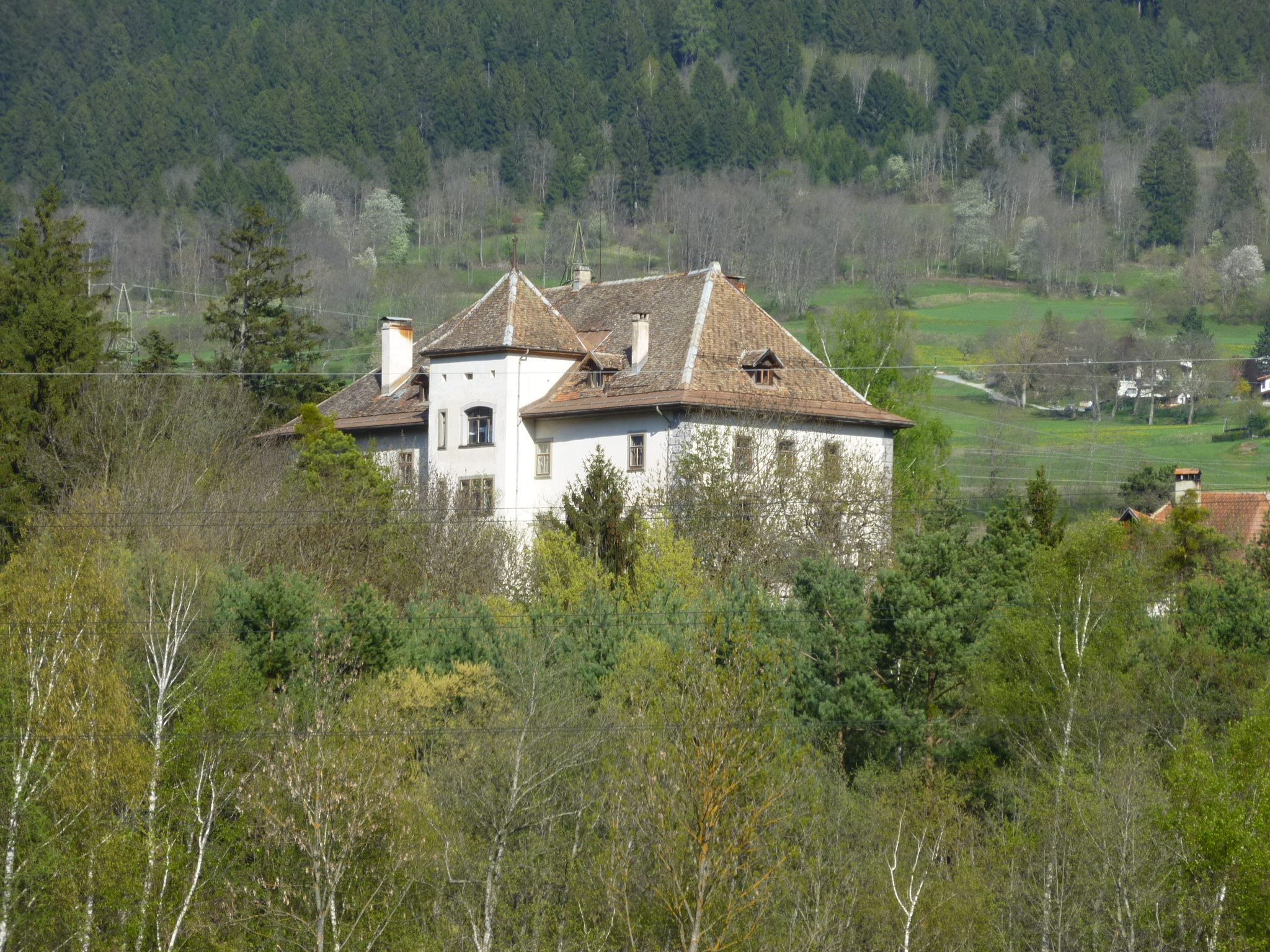
Bischöfliches Schloss Fürstenau in Fürstenau
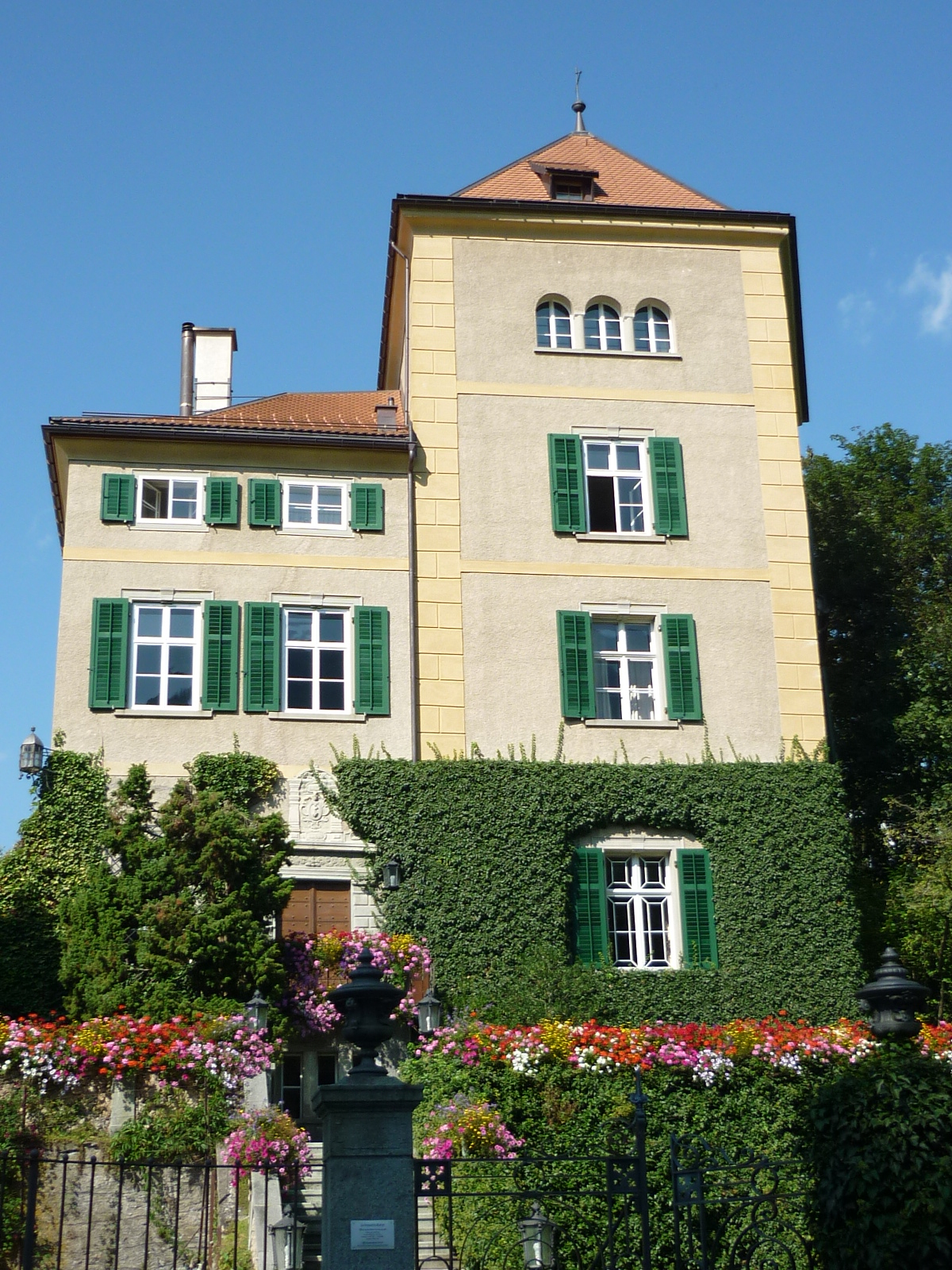
Schloss Schauenstein in Fürstenau
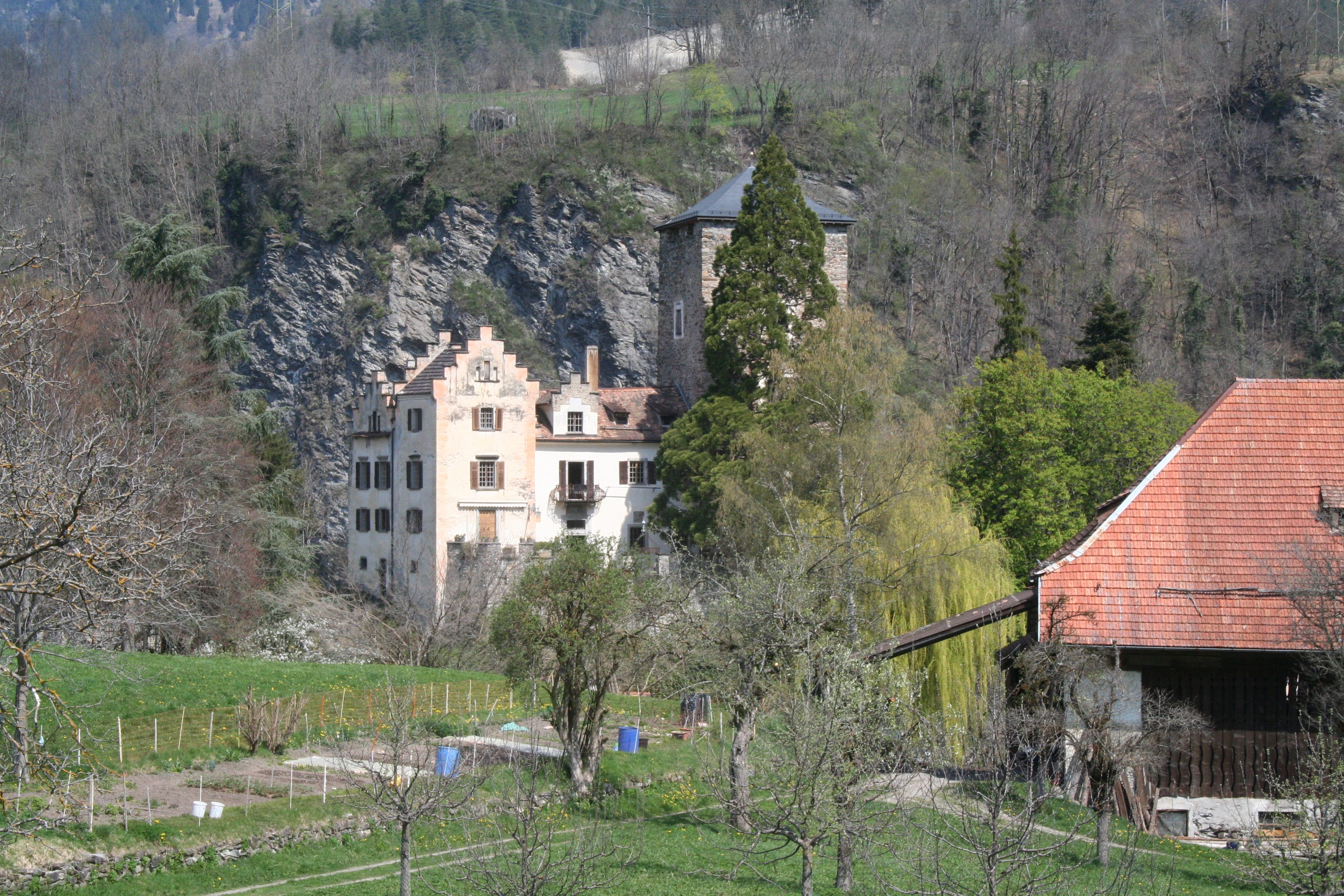
Schloss Baldenstein in Sils
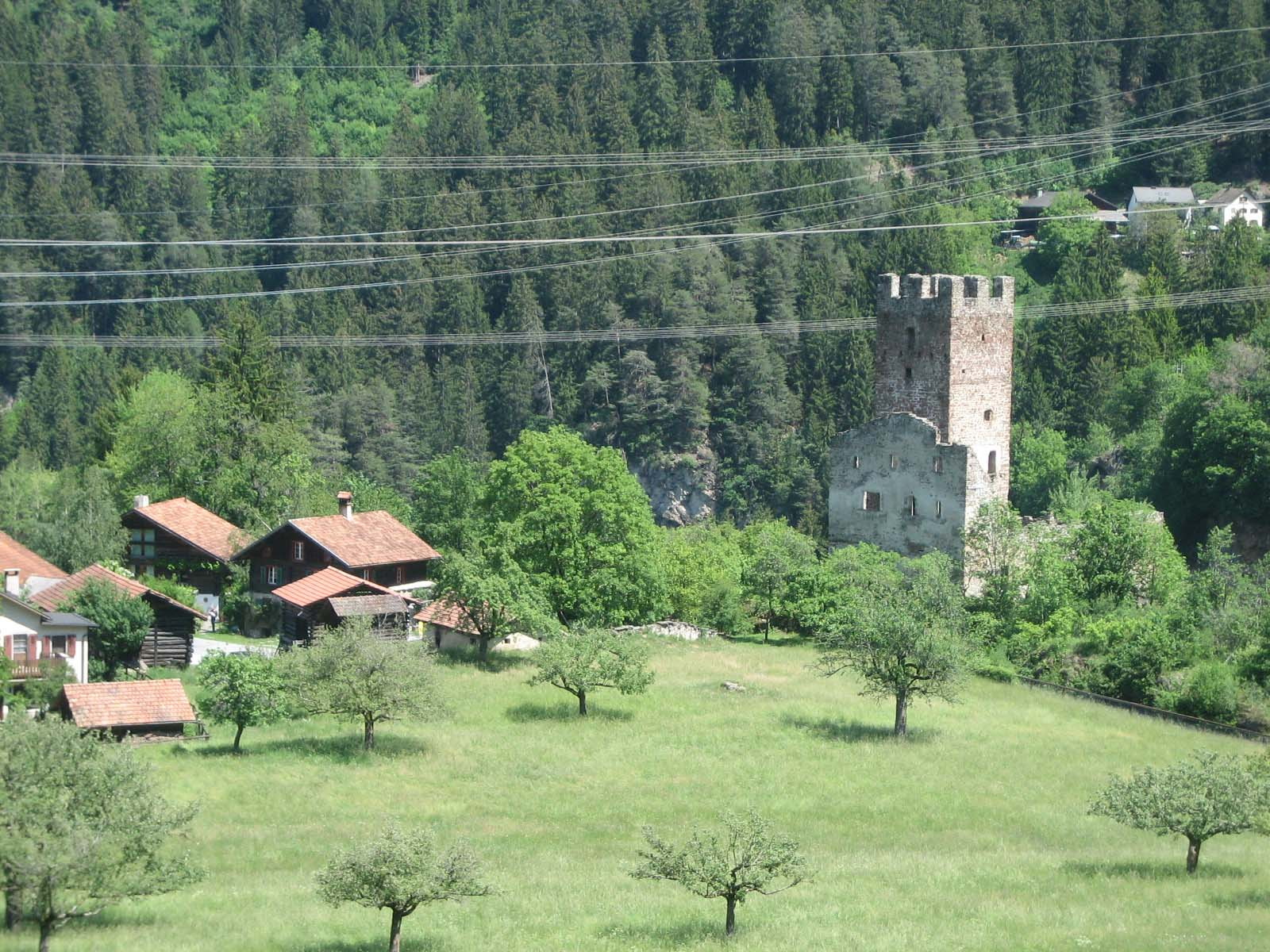
Ruine Campell in  Sils
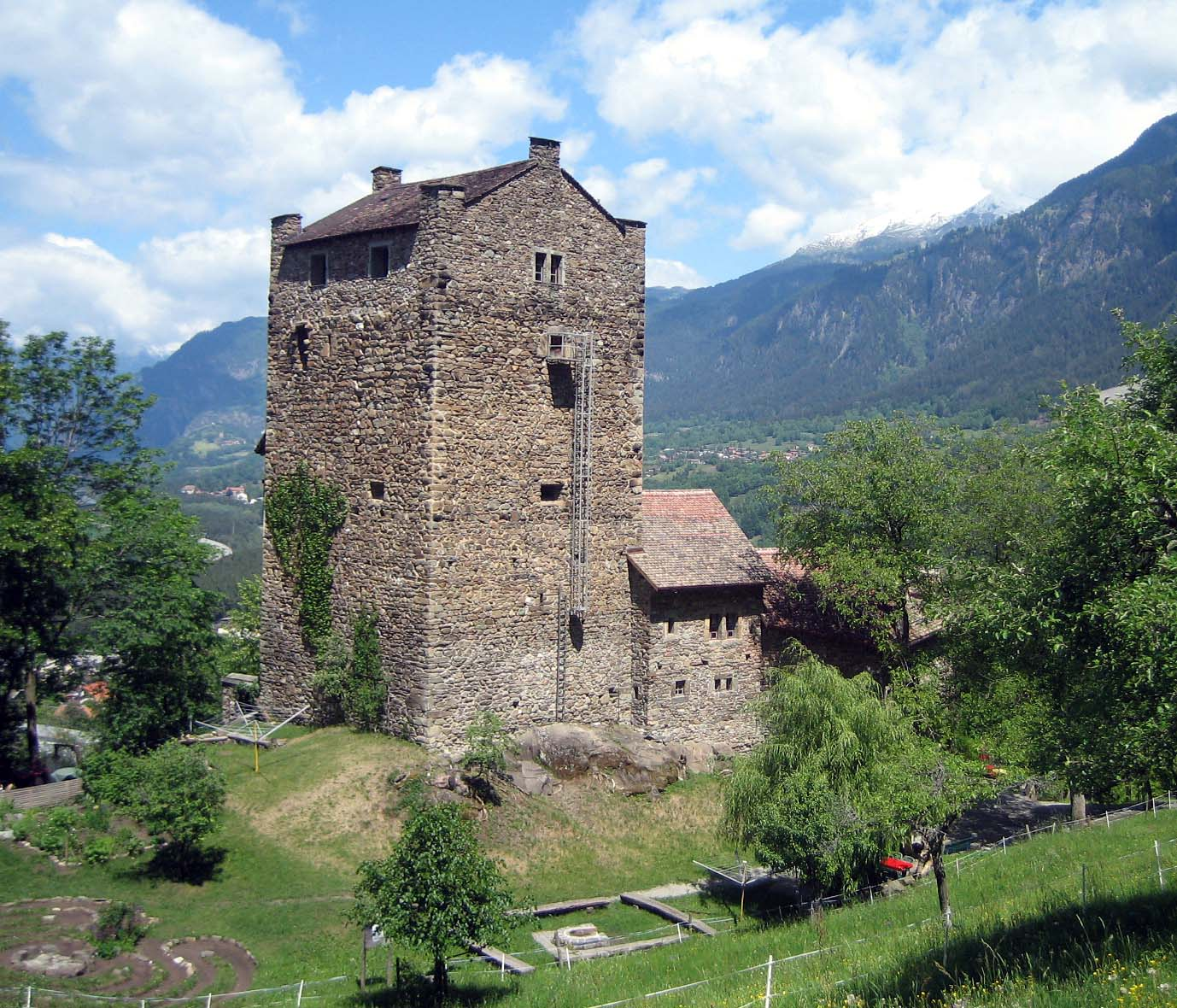
Burg Ehrenfels in Sils
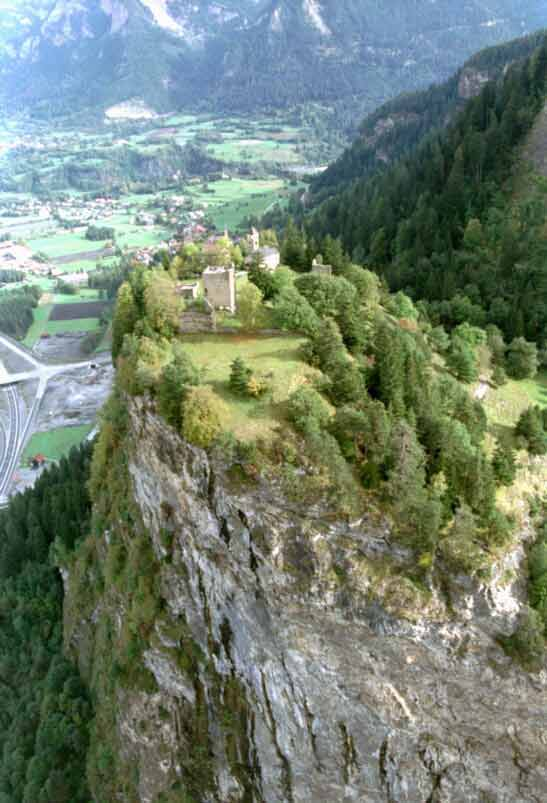
Burg Hohen Rätien in Sils
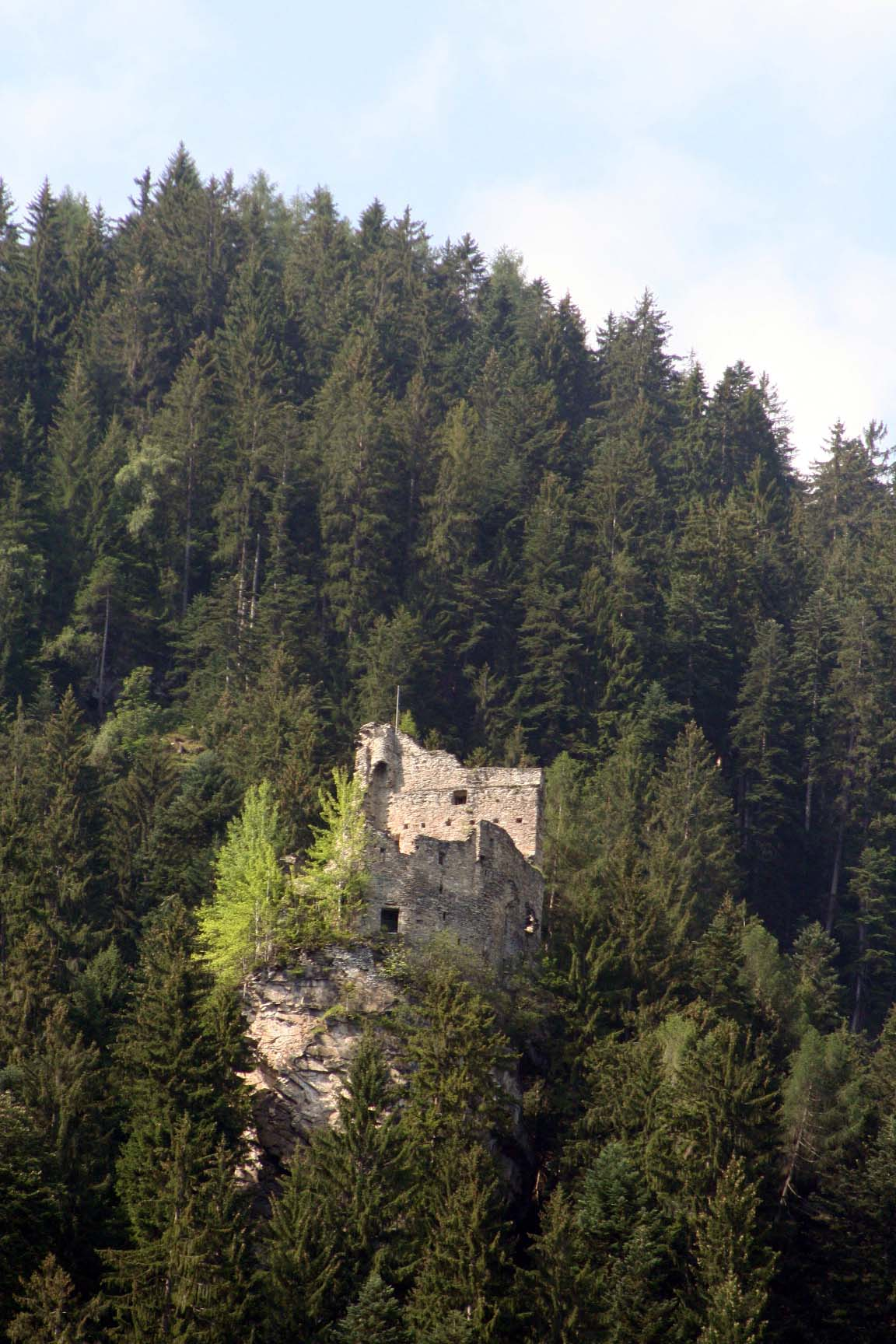
Burg Obertagstein in Thusis